# Ulrich Knöller
Ulrich Knöller (* 18. Februar 1945 in Königsbronn, Baden-Württemberg) ist ein deutscher Bauingenieur, der sich für das Gemeinwohl seines Heimatortes insbesondere in den Bereichen Kultur und lokale Kulturgeschichte (Restaurierung und Erhalt von Industriedenkmälern) einsetzt. Für dieses Engagement wurde er mehrfach ausgezeichnet.

## Leben und Werk

### Beruflicher Werdegang
Ulrich Knöller wuchs in Königsbronn (Landkreis Heidenheim) auf und besuchte nach der Volksschule das Hellenstein-Gymnasium in Heidenheim an der Brenz. Nach seiner Ausbildung zum Schlosser studierte er Statik in Augsburg und Ulm und arbeitete nach seinem Abschluss als Bauingenieur ab 1970 in einem Heidenheimer Ingenieurbüro, bevor er 1979 sein eigenes Baustatik-Büro in Königsbronn eröffnete und leitete. Er spezialisierte sich auf Industriebauten und später zusätzlich auf die Restaurierung und Renovierung historischer Gebäude. Von 2014 bis zu seinem Eintritt in den Ruhestand 2019 war er Abgeordneter im Heidenheimer Kreistag.

### Ehrenamtlicher Schwerpunkt
Ulrich Knöller ist seit 1970 in vielen Vereinen sozial und kulturell aktiv. Von 2007 an bis Ende 2024 war er Vorsitzender des 1991 von ihm mitgegründeten Kulturvereins Königsbronn, der sich zum Ziel gesetzt hat durch Sanierung und Erhalt zahlreicher Denkmäler in der Gemeinde der Bevölkerung die Geschichte eines der ältesten Industrieorte Deutschlands näher zu bringen. Die Eisengewinnung und -verhüttung im Raum Königsbronn ist im Jahr 1365 erstmals urkundlich nachgewiesen. Im Zeitraum von siebzehn Jahren hat Ulrich Knöller zusammen mit Vereinsmitgliedern (darunter ehrenamtliche Bauteams) sowie weiteren Unterstützern und Sponsoren vor allem Industriedenkmäler aus dem 19. Jahrhundert in jahrelanger Arbeit restauriert und der Öffentlichkeit wieder zugänglich gemacht.
Beispiele:
- Museum der Flammofen-Gießerei der Königlichen Hüttenwerke Königsbronn bzw. der Schwäbischen Hüttenwerke (SHW) mit Flammofen und 5t-Holz-Kran mit Laufkatze – eine Anlage zum Umschmelzen von Eisen und zum Gießen von Ofenplatten, Hartgusswalzen, Geschützen und Munition[5]
- Museum der Feilenschleiferei[1] mit angeschlossenem unterschlächtigem Wasserrad und Nebengebäude wie Schmiede und Wohnhaus aus dem Jahr 1800 mit Bauerngarten[4]
- Hausbrauerei im Wohnhaus von 1800 mit Biergarten[1]
- zwei Masselhäuschen (Lager für Roheisen und Halbfabrikate)[6]

Auch im Klosterhofareal wurden Gebäude renoviert:
- In der sanierten Pfisterei (ehemalige Klosterbäckerei) entstanden die Klosterschenke, das Königsbronner Kannenmuseum (KKM), das Museumscafé und die Barbarastube.[1][3]

Die genannten Bauten sind Teil der sogenannten Königsbronner Kulturmeile, ein Rundgang von etwa 2 km, zu dem auch das Rathaus am Brenztopf, die Hammerschmiede und die Georg-Elser-Gedenkstätte gehören.
Ulrich Knöller bringt Interessierten bei Führungen und Vorträgen die Ortsgeschichte nahe und ist dem Kulturverein und dem neuen Vorsitzenden Tobias Kinzler als Mitglied und Berater weiterhin verbunden. Knöller gehört auch zu den Mitbegründern des Vereins Eisenfreunde 1365 Ostwürttemberg (gegründet in Königsbronn im März 2022), der sich als Dachverein zum Ziel gesetzt hat, die Industriegeschichte des Wirtschaftsraums Ostwürttemberg zu bewahren, aufzuarbeiten und der Öffentlichkeit dauerhaft zu präsentieren. Derzeit liegt der Schwerpunkt der Aktivitäten auf der Eisenkunstguss- und Ofenplattensammlung des Hüttenwerks Wasseralfingen. Langfristig soll in der Region eine „Spur des Eisens“ als touristische Attraktion entstehen.
Knöller ist verheiratet mit Ellen und hat drei Kinder. Ellen Knöller, die ebenfalls ehrenamtlich engagiert ist, erhielt 2016 den Ehrenpreis der Gemeinde Königsbronn in der Kategorie Kultur. Sie leitet das Kannenmuseum, eine Sammlung von Kaffeekannen und -geschirr verschiedener Hersteller, darunter weltbekannte Manufakturen, die einen Überblick über die Kaffeekultur und die Porzellanherstellung vermittelt. Die 2.500 Stücke hat die aus Königsbronn stammende Elisabeth Hug zusammengetragen.

### Ehrungen
- 2015 Bundesverdienstkreuz am Bande für seine Verdienste und sein vielfältiges Engagement in den Bereichen Kultur und Kulturgeschichte
- 2022 Bürgerpreis in der Kategorie „Engagierte Unternehmer“
- 2024 Ehrenbürger von Königsbronn